# Södra Tullstorp
Södra Tullstorp är en bebyggelse, belägen mellan Stora Beddinge och Tullstorp i Tullstorps socken i Trelleborgs kommun. Från 2015 till 2023 avgränsade SCB här en småort.